# Liste der Naturschutzgebiete im Landkreis Kusel
Auf dem Gebiet des rheinland-pfälzischen Landkreises Kusel bestehen die in der Tabelle aufgeführten Naturschutzgebiete.
| Name                          | Bild | Kennung               | Kreis                                     | Einzelheiten | Position | Fläche Hektar | Datum |
| ----------------------------- | ---- | --------------------- | ----------------------------------------- | --- | -------- | ------------- | ----- |
| Mittagsfels                   |      | 7336-026 WDPA: 82167  | Landkreis Kusel                           | Niederalben Melaphyrfelshänge mit Trockenrasen, thermophilen Säumen, Gebüschen und Wäldern | ⊙        | 19,13         | 1979  |
| Heimerbrühl                   |      | 7336-079 WDPA: 163607 | Landkreis Kaiserslautern, Landkreis Kusel | Hütschenhausen, Dietschweiler, Nanzdiezweiler Talauen mit naturnahem, stark mäandrierendem Bachlauf, Feuchtwiesen, Hochstaudenfluren und Flachwasserzonen                                                                                                 | ⊙        | 49,85         | 1985  |
| Schwarzbach                   |      | 7336-092 WDPA: 165488 | Landkreis Kaiserslautern, Landkreis Kusel | Vogelbach, Waldmohr, Eichelscheiderhof Schilfröhrichte, Seggenrieder, Gräben und Uferzonen, Solitärbäume, Teiche, Panzergräben, Erlenbruchwälder und Weideflächen                                                                                         | ⊙        | 31,91         | 1987  |
| Steinalbmündung               | BW   | 7336-104 WDPA: 165672 | Landkreis Kusel                           | Niederalben, Rathsweiler, Ulmet naturnahe Flußauenlandschaft im Mündungsbereich von Glan und Steinalb mit Kies-, Sand- und Schotterbänken, Stillwasserzonen, Steilufern und Auwaldbereichen, Wiesenflächen sowie Hangwald mit Quellhorizonten             | ⊙        | 18,13         | 1988  |
| Wartekopf                     | BW   | 7336-159 WDPA: 166177 | Landkreis Kusel                           | Ulmet, Rathsweiler Halbtrocken-, Trockenrasen und Felsbereiche, naturnahe Gebüsche, Wälder und Waldsäume sowie Feucht- und Nasswiesen, Grünlandbrachen und Streuobstbestände                                                                              | ⊙        | 129,95        | 1991  |
| Steinbruch am Steinberg       | BW   | 7336-187 WDPA: 165685 | Landkreis Kusel                           | Pfeffelbach aufgelassener Steinbruch mit Felswänden, Abraumhalden, Wasserflächen und Pioniergesellschaften | ⊙        | 11,7          | 1995  |
| Atzels-Berg und Brecher-Berg  | BW   | 7336-198 WDPA: 318127 | Landkreis Kusel                           | Langweiler, Merzweiler Felsen, Trocken- und Halbtrockenrasen, Streuobstwiesen, extensiv genutzte Äcker, Hochstaudenfluren, Säume und Raine, Gebüsche und Feldgehölze, Felstrockenwald, gemäßigter Trockenwald und Eichenniederwald sowie ein Quellbereich | ⊙        | 53,92         | 1999  |
| Legende für Naturschutzgebiet |      |                       |                                           | |          |               |       |